# Slaget vid Ruona
Slaget vid Ruona var ett slag under finska kriget 1808–1809. Slaget stod mellan svenska och ryska styrkor den 1 september 1808.

## Bakgrund
Avgörandets tidpunkt hade kommit. Den svenska sommaroffensiven fortsatte efter segern vid Alavo, men den starka ryska armén krympte aldrig i storlek eftersom förstärkningar anlände regelbundet till fältförbanden. Sent i augusti uppgick de ryska styrkorna som slogs mot Adlercreutz till drygt 9 000 man – hela den krigsdugliga ryska armén i Finland översteg inte 25 000 man. Adlercreutz hade mellan 5 och 6 000 man till sitt förfogande, medan alla svenska och finska trupper under den svenske överbefälhavaren Klingspors befäl beräknas ha uppgått till 14 487 man enligt mönstring företagen den 31 augusti 1808. 

## Slaget
Den 1 september 1808 drabbade svenska och ryska styrkor samman vid Ruona, men trots att de ryska styrkorna var långt överlägsna kunde Adlercreutz bibehålla sin ställning tills slaget slutade vid kvällen.

## Resultat
Dagen efter slaget skedde åter ett slag, denna gången norr om Ruona, vid Salmi, där Adlercreutz blev besegrad. Den svenska sommaroffensiven hade misslyckats och Adlercreutz drog sig tillbaka till den finska västkusten. Kriget verkliga vändpunkt – slaget vid Oravais – var ännu att inte utkämpat, men redan efter Salmi hade vågskålen vägt över till fördel för ryssarna. De ryska arméerna växte i styrka varje dag medan de svenska förstärkningarna uteblev eftersom regeringen i Stockholm inte sände några.